# سایتک
سایتک (انگلیسی: Citec) شرکت مهندسی نروژی است، که در سال ۱۹۸۴ تأسیس شد.